# Via Palazzuolo
Via Palazzuolo è una lunga via del centro di Firenze che scorre, più o meno parallela all'Arno, da piazza degli Ottaviani al Prato. La strada era un'arteria di una zona popolare, ricca di architetture religiose e di segni devozionali quali i tabernacoli.

## Storia e descrizione
La strada pare che prenda il nome da un antico palazzetto appartenuto alla famiglia Del Bravo, poi incorporato nel convento di Ognissanti. L'edificio è nominato per esempio in una pergamena del 1395 come palagetto dei Sovajoli o Vetriciaio nel popolo (cioè nella parrocchia) di Santa Lucia d'Ognissanti.
Anticamente questo nome era solo del secondo tratto di strada, venendo da piazza Ottaviani, mentre il primo si chiamava borgo San Paolo, dall'entrata dell'ospedale di San Paolo che si trovava un tempo dirimpetto alla strada. In questo tratto si trova il grande tabernacolo della Madonna col Bambino e i santi Pietro e Paolo di Anton Domenico Bamberini.
Al numero 37 si trova lo storico locale Space Electronic progettato dal Gruppo 9999 come spazio di cultura underground e inaugurato nel febbraio del 1969.
Dopo la piccola piazza di San Paolino, dove si affaccia l'omonima chiesa, si trovava l'antico Monte di Pietà. Nel tratto successivo della strada spicca l'oratorio dei Vanchetoni, costruito nel 1602 da Matteo Nigetti e riccamente affrescato da Pietro Liberi, Giovanni da San Giovanni, Cecco Bravo e il Volterrano.
Altri tabernacoli si trovano al numero 41, con una robbiana, all'89, con una Madonna col Bambino attribuita a Giovanni da San Giovanni, e uno al 98, con una Madonna col Bambino scolpita a bassorilievo in pietra.
Alcuni tratti oggi versano in condizioni di degrado dovuto soprattutto a problematiche sociali.

## Altre immagini

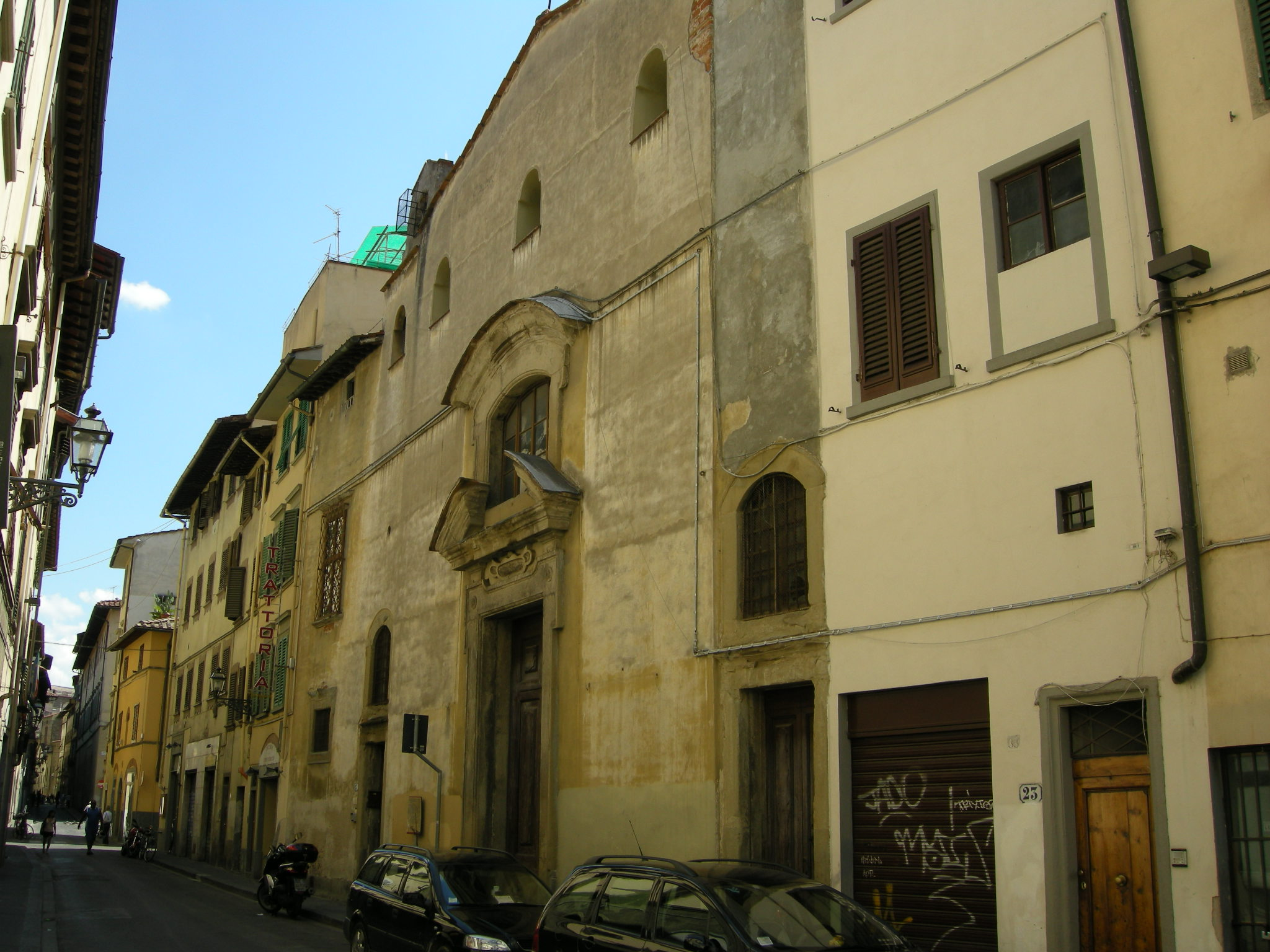
L'oratorio dei Vanchetoni
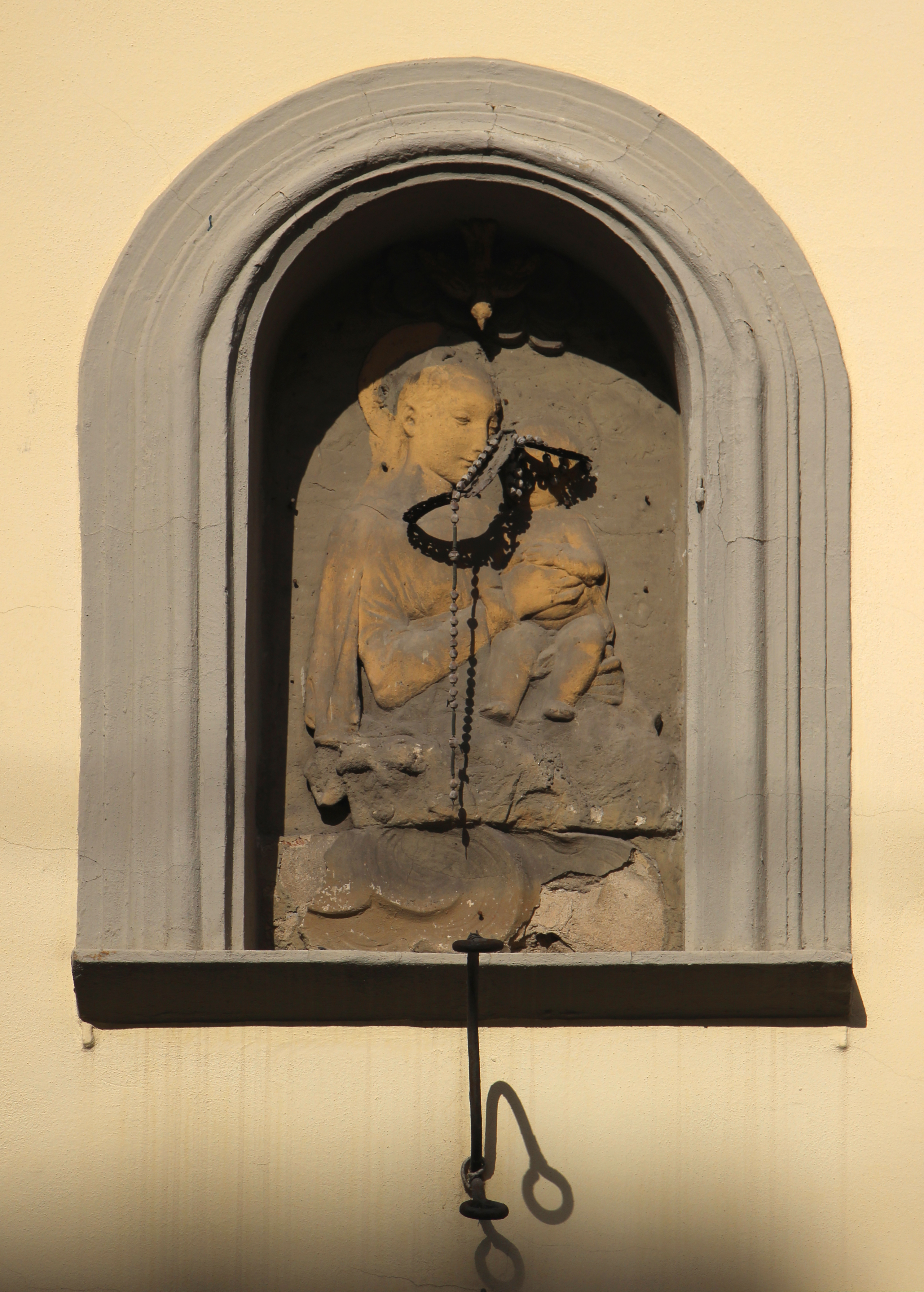
Tabernacolo con una Madonna col Bambino a bassorilievo derivata da Antonio Rossellino
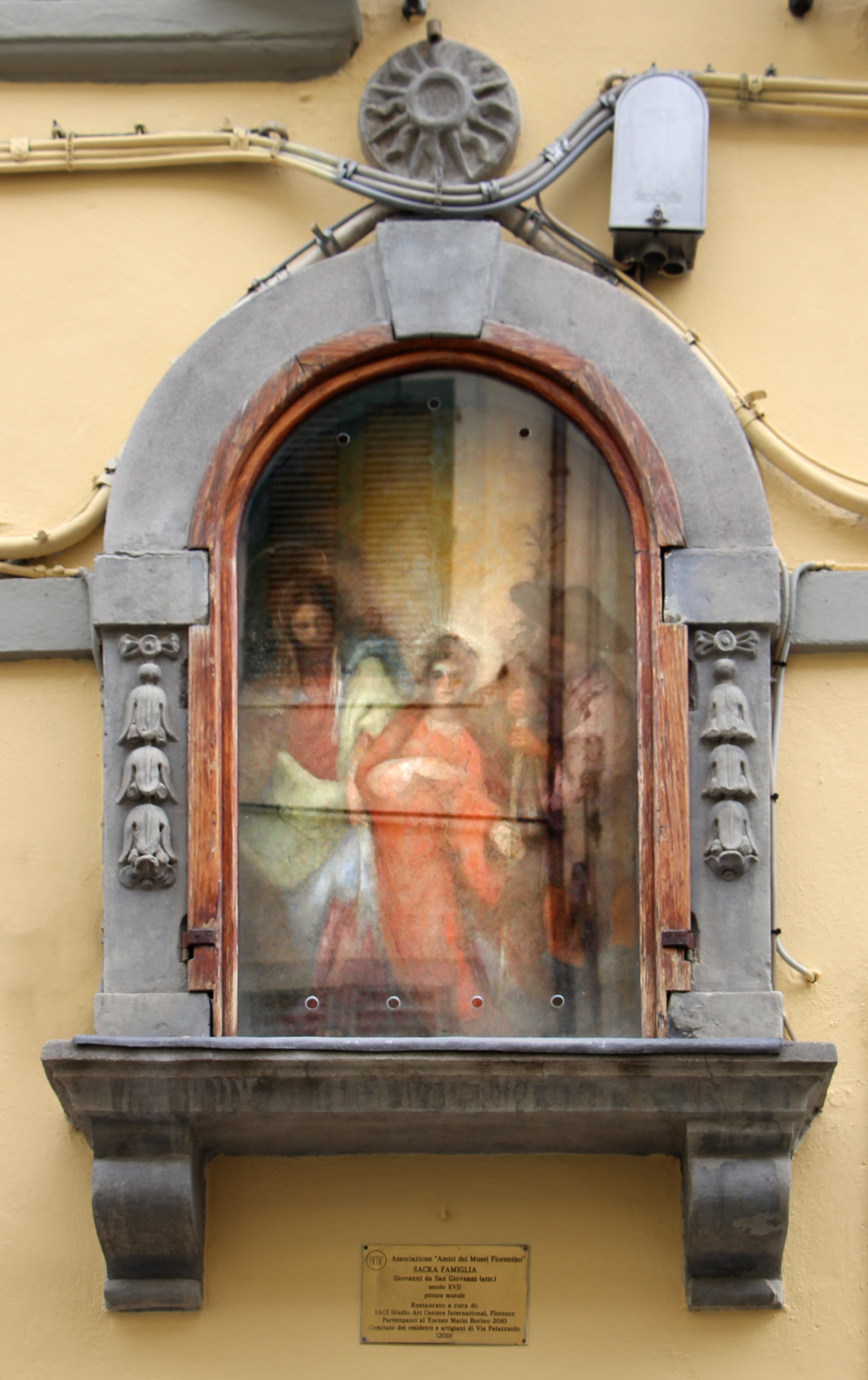
Tabernacolo attribuito a Giovanni da San Giovanni
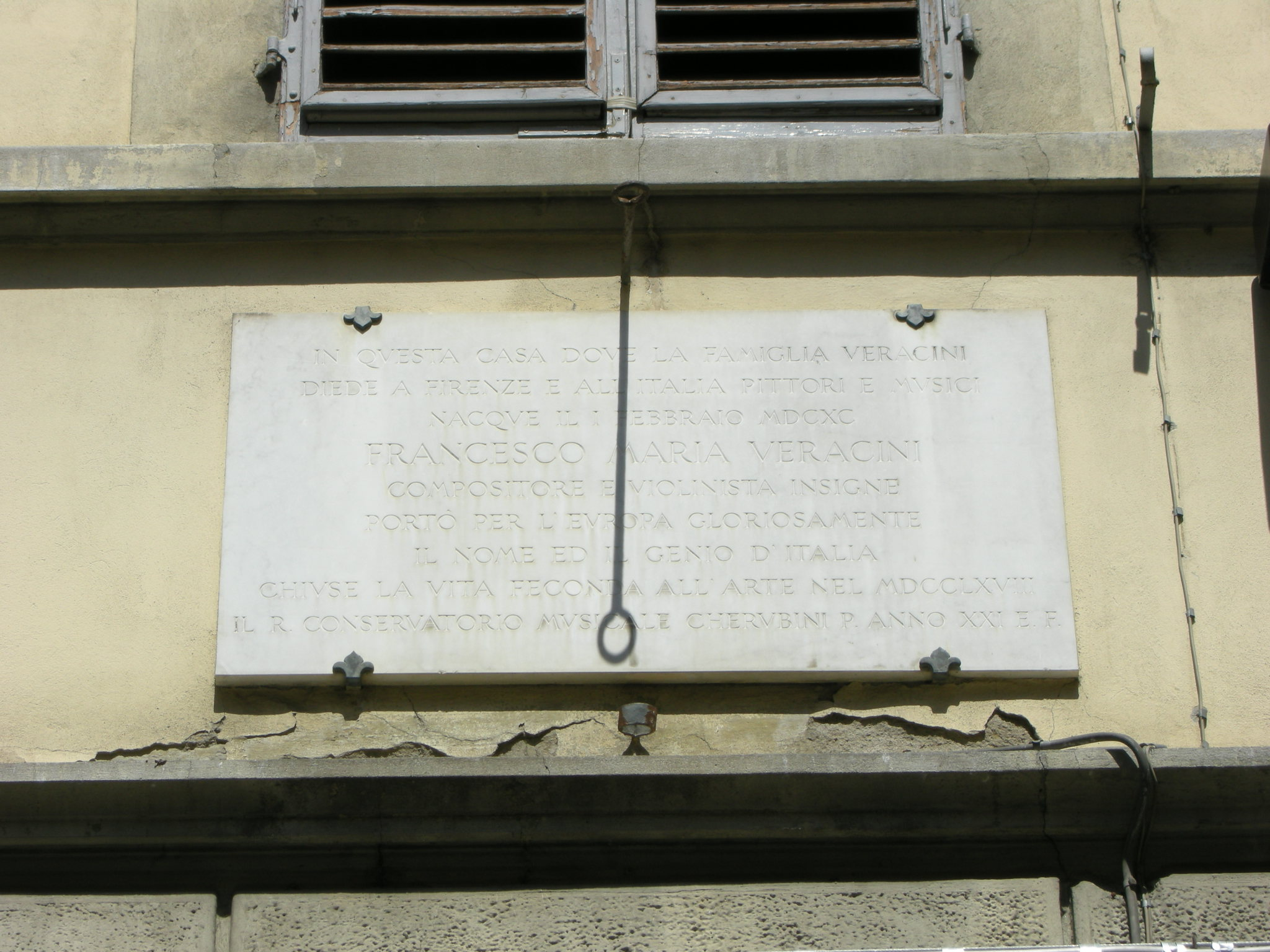
Targa a Francesco Maria Veracini